# Scleroprocta latiprocta
Scleroprocta latiprocta là một loài ruồi trong họ Limoniidae. Chúng phân bố ở miền Cổ bắc.